# Difficult People
Difficult People (en español Personas difíciles) es una serie de comedia estadounidense de Hulu. La serie fue creada por Julie Klausner, quién la protagoniza junto a Billy Eichner, interpretando dos comediantes en Nueva York. La serie fue lanzada el 5 de agosto de 2015, y fue renovada para una segunda temporada que se estrenó el 12 de julio de 2016.

## Elenco
- Julie Klausner como Julie Kessler, una comediante principiante
- Billy Eichner como Billy Epstein, el amigo mejor de Julie y también comediante principiante.
- James Urbaniak como Arthur Tack, el novio de Julie.
- Andrea Martin como Marilyn Kessler, la madre de Julie.
- Cole Escola cuando Matthew (Temporada 2-, recurrente temporada 1), Colega de Billy, a quién él desprecia.

### Recurrentes
- Derrick Baskin como Nate, copropietario con su mujer Denise de la cafetería donde Billy trabaja
- Gabourey Sidibe como Denise, copropietarao con su marido Nate de la cafetería donde Billy trabaja
- Tracee Chimo como Gaby, jefe de Arthur
- Shakina Nayfack como Lola, una colega de Billy en la cafería donde trabaja
- Fred Armisen como Garry Epstein, el hermano de Billy
- Jackie Hoffman como Rachel Epstein, esposa de Garry

### Estrellas invitadas
- Martin Short como él mismo
- Nate Corddry como Brian Walsh,
- Kate McKinnon como Abra Cadouglas, un exalcohólico, ahora mago
- John Benjamin Hickey como Fred, una cita de Billy
- Maria Thayer comoNicole, una estudiante de psicología a quién Marilyn idolatra.
- Kathy Najimy como Carol Donato, una amiga de Marilyn
- Amy Sedaris como Rita, una vendedora en una tienda deportiva
- Malina Weissman como Renee Epstein.
- Ana Gasteyer como una mujer que Julie y Billy conocen en un restaurante
- Seth Meyers como un estafador que sale con Billy
- Kathie Lee Gifford como ella misma.
- Esther Povitsky como Cissy Donato
- Debbie Harry como una mujer misteriosa.
- Tina Fey como ella misma.
- Sandra Bernhard como Lilith Feigenbaum
- John Mulaney como Cecil Jellford, una cita de Billy
- Nathan Lane como él mismo
- Nyle DiMarco como Doug, una cita de Billy.
- John Temprano como Mickey, el intérprete de Doug.
- Lin-Manuel Miranda como él mismo[4]

## Recepción
Difficult People ha recibido generalmente comentarios positivos de la crítica. El sitio Tomates Podridos le dio a la primera temporada un índice de aprobación de 85%, y una nota promedio de 8 de 10, basado en los comentarios de 20 críticos. El consenso del sitio dice, "Difficult People hace que te guste lo desagradable con personajes crueles e infelices quienes no pueden evitar entretener" En Metacritic, la primera temporada tiene un índice de 76 de 100, basado en los comentarios de 12 críticos, implicando "críticas generalmente favorables".